# Elecciones federales de Canadá de 1974
La elección federal canadiense de 1974 se llevó a cabo el 8 de julio de 1974 para elegir a los miembros de la Cámara de los Comunes de Canadá del 30.º Parlamento de Canadá. El gobernante Partido Liberal fue reelegido, pasando de un gobierno minoritario a un gobierno mayoritario, y otorgó al primer ministro Pierre Trudeau su tercer mandato. Los conservadores progresistas, dirigidos por Robert Stanfield, obtuvieron buenos resultados en las provincias del Atlántico y en Occidente, pero el apoyo liberal en Ontario y Quebec aseguró un gobierno liberal mayoritario.

## Campaña
Las elecciones anteriores habían resultado en que los liberales emergieran como el partido más grande, pero muy por debajo de la mayoría, y solo dos escaños por delante de los conservadores progresistas. Pudieron formar un gobierno con el apoyo del Nuevo Partido Democrático, pero el NDP retiró su respaldo en mayo de 1974 y votó con los Conservadores Progresistas para derrocar al gobierno de Trudeau en protesta por un presupuesto propuesto por el ministro de finanzas John Turner, que los partidos de oposición sintieron que no fueron lo suficientemente lejos para controlar la inflación en espiral.
El tema de la inflación se volvería clave en la campaña electoral. Stanfield había propuesto un "congelamiento de salarios y precios de 90 días" para romper el impulso de la inflación. Trudeau había ridiculizado esta política como una intromisión en los derechos de las empresas y los empleados de establecer o negociar sus propios precios y salarios con el eslogan "¡Zap! ¡Estás congelado!" En 1975, Trudeau introdujo su propio sistema de control de precios y salarios bajo los auspicios de la "Junta Antiinflación".
Si bien las encuestas al comienzo de las elecciones habían proyectado que los Conservadores Progresistas ganarían al menos un gobierno minoritario, de hecho perdieron casi una docena de escaños. La campaña conservadora también se vio afectada por otros factores, incluido Stanfield dando lo que se consideró una mala entrevista inmediatamente después del voto de censura al gobierno de Trudeau, en el que no pudo nombrar ninguna política conservadora potencial para las próximas elecciones, y luego por una sesión de fotos fallida más adelante en la campaña cuando intentó jugar a la pelota con algunos periodistas reunidos, solo para perder el balón y soltar el balón. 
El Nuevo Partido Demócrata, dirigido por David Lewis, perdió menos de dos puntos y medio porcentuales en el voto popular, pero perdió casi la mitad de sus escaños en la Cámara de los Comunes. Fue el peor resultado en la historia del partido hasta ese momento, y solo sus actuaciones en 1993 y 2000 hasta la fecha fueron peores. Fueron afectados principalmente por el colapso de su voto en Columbia Británica; habiendo ganado el voto popular y la mayoría de los escaños en la provincia dos años antes, el NDP fue aniquilado casi por completo durante esta elección, perdiendo todos menos dos de sus escaños y terminando un distante tercer lugar detrás de los liberales y conservadores. Su mala actuación se atribuyó principalmente a que Lewis insinuó enérgicamente antes de las elecciones que respaldaría a Stanfield sobre Trudeau en caso de otro parlamento minoritario, lo que puede haber provocado que los votantes de izquierda votaran por los liberales para mantener a los conservadores fuera poder - y también por un impuesto mineral impopular introducido por el gobierno provincial de Columbia Británica de Dave Barrett, que llevaría al gobierno de Barrett a sufrir una pérdida aplastante en las elecciones provinciales del año siguiente.
El Partido del Crédito Social, liderado por Réal Caouette, comenzó a perder terreno y cayó a 11 escaños, uno menos del número requerido para ser reconocido como partido en la Cámara de los Comunes (y por lo tanto calificar para fondos de investigación y comité parlamentario membresías). No obstante, este estatus fue extendido al partido por los liberales gobernantes, quienes creían que el apoyo del Crédito Social venía principalmente a expensas de los Tories.
Un escaño lo ganó el candidato independiente Leonard Jones en Nuevo Brunswick. Jones, el exalcalde de Moncton, se había asegurado la nominación del Conservador Progresista, pero el líder del PC, Stanfield, se negó a firmar los documentos de nominación de Jones porque era un opositor vocal del bilingüismo oficial, que apoyaba el PC. Jones se había opuesto a proporcionar servicios en francés en la ciudad de Moncton a pesar de que el 30% de la población de la ciudad era francófona. Jones corrió y ganó como independiente. Después de las elecciones, la líder de Social Credit, Caouette, invitó a Jones a unirse al caucus de Socred, lo que le habría dado a ese partido suficientes miembros para el estatus oficial. Caouette justificó la invitación sobre la base de que Jones estaba de acuerdo con brindar educación bilingüe en la escuela primaria. Jones declinó la invitación de Caouette y se sentó como independiente.
De los cuatro principales líderes del partido, solo Trudeau permanecería en el lugar para las siguientes elecciones federales cinco años después. Stanfield, que no logró derrotar a los liberales en ninguna de sus tres elecciones como líder, se enfrentó a la presión para dimitir y finalmente lo hizo en 1976, siendo reemplazado por Joe Clark. La posición de Lewis se volvió insostenible por la pérdida de su propio escaño, y se vio obligado a dimitir dentro de un año de la elección (aunque más tarde se supo que tenía la intención de retirarse en 1975 independientemente del resultado de la elección, ya que secretamente había sido luchando contra la leucemia); Ed Broadbent inicialmente lo reemplazó como líder interino y posteriormente fue elegido para el cargo de forma permanente. Caouette, que sólo había podido desempeñar un papel mínimo en las elecciones debido a las lesiones sufridas en un accidente de motonieve, dimitió como líder de los Socreds a finales de 1976 y murió poco después; una sucesión de líderes se hizo cargo en los años venideros, dejando finalmente a Fabien Roy como el hombre que los conduciría a las próximas elecciones.